# 페페리노

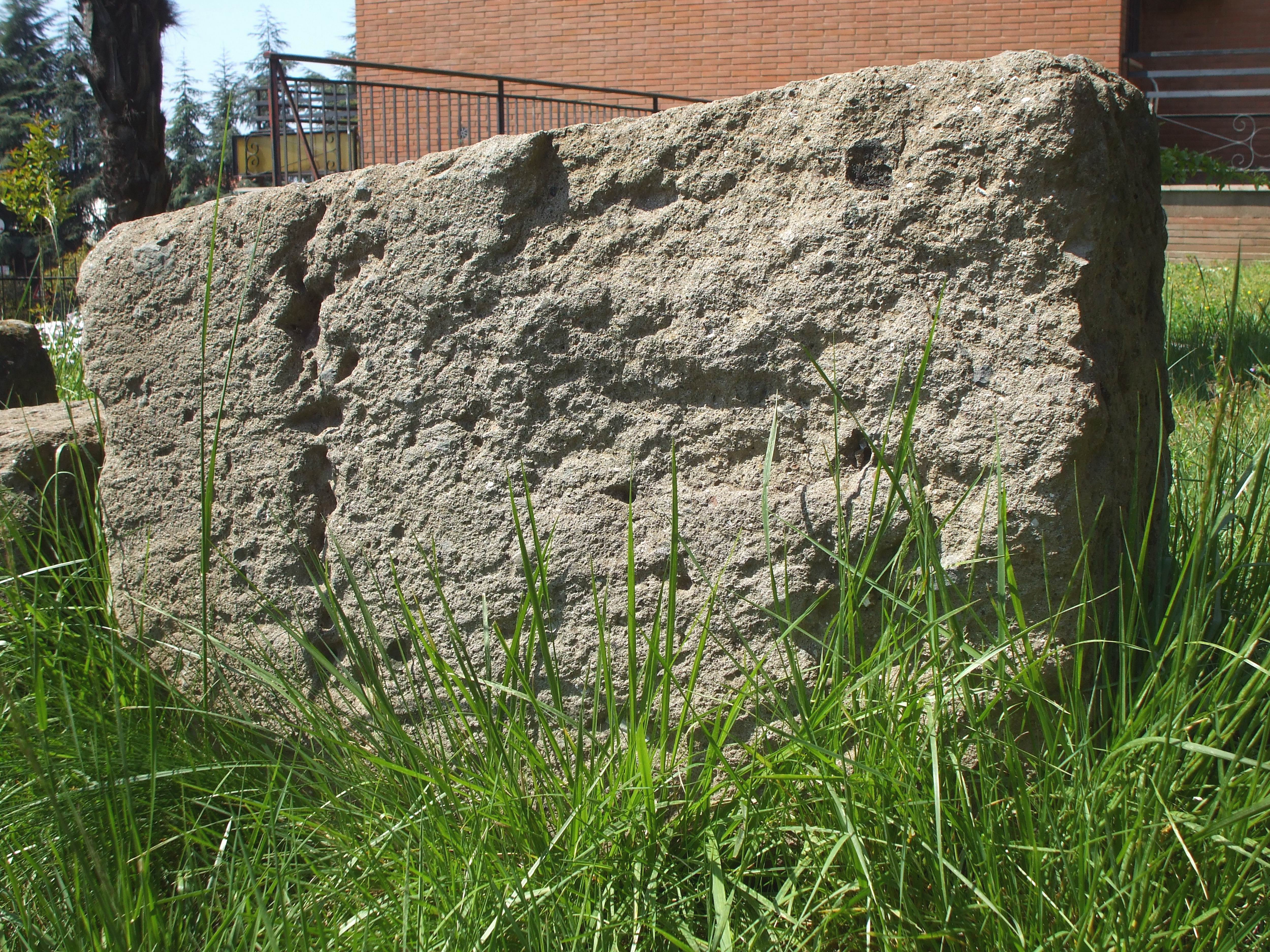
로마 시대에 제작된 페페리노 석재 블록

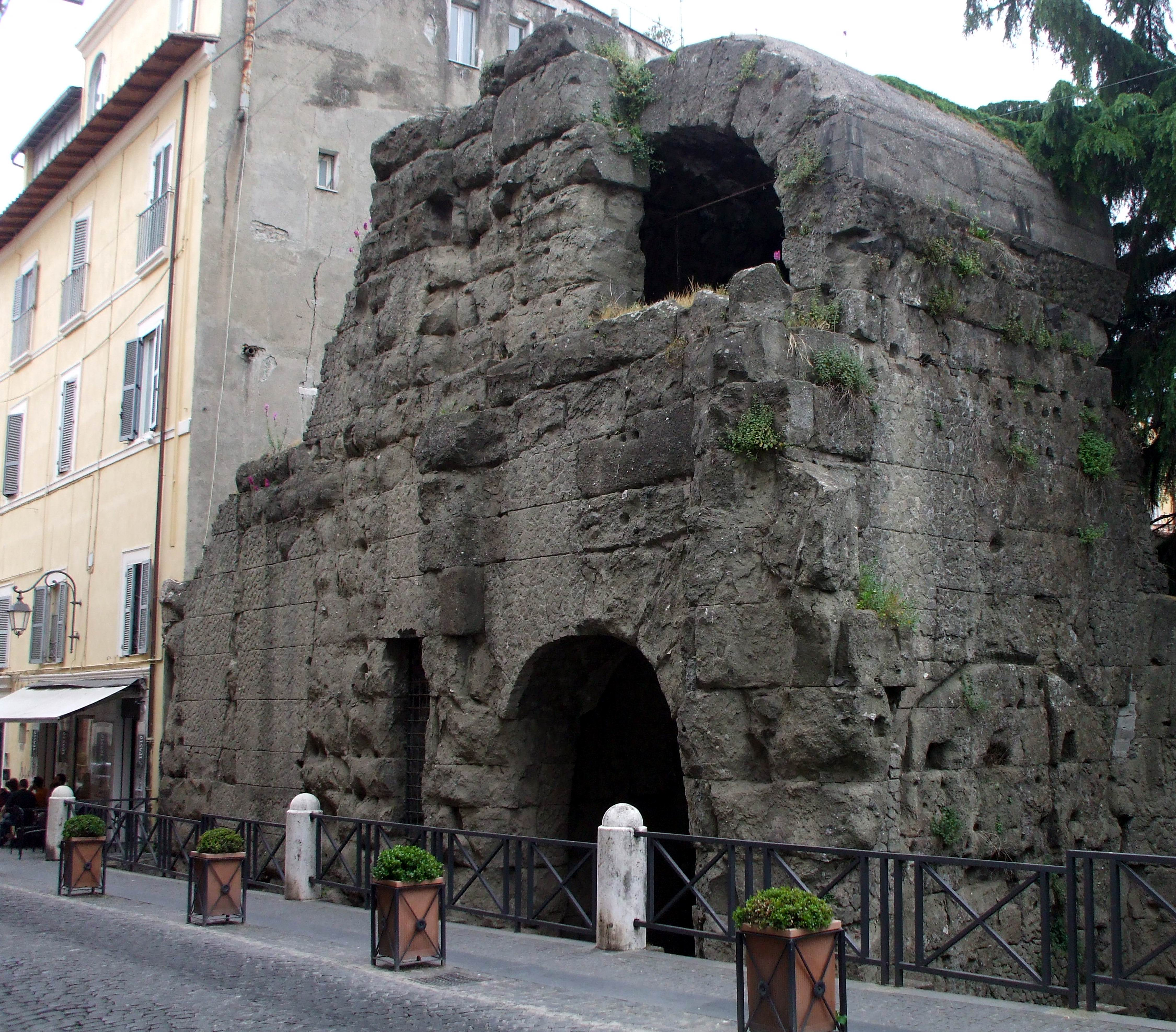
이탈리아 알바노라치알레에 있는 프레토리아 문(Porta Pretoria). 페페리노의 회색 표면과 뛰어난 내구성을 잘 보여주는 예시이다.

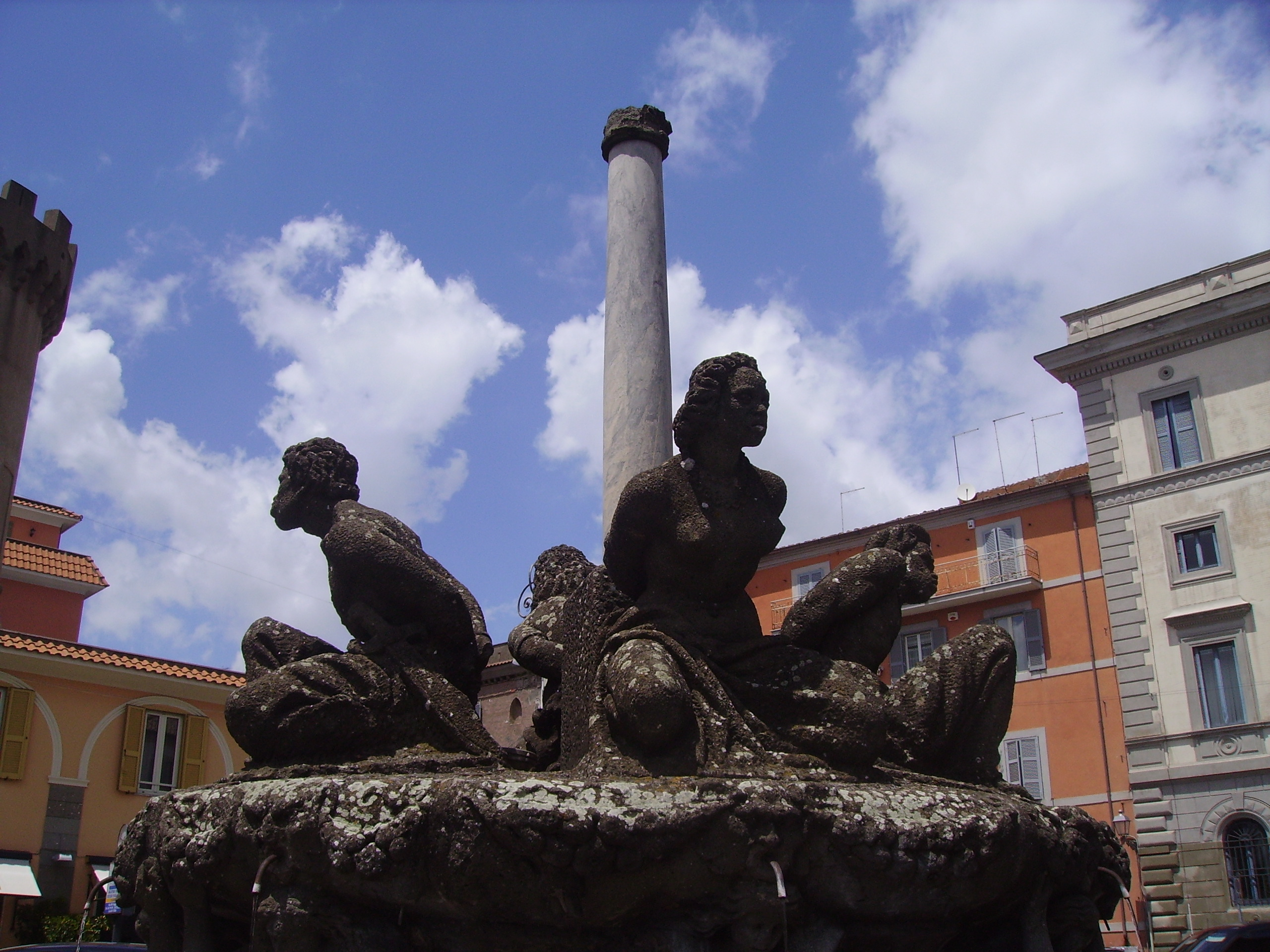
이탈리아 마리노에 위치한, 페페리노로 조각된 분수

페페리노(이탈리아어: Peperino)는 현무암과 석회암의 파편이 섞여 있고, 휘석, 운모, 자철석, 백류석 등 다양한 광물의 미세한 결정이 흩어져 있는 갈색 또는 회색의 화산 응회암을 일컫는 이탈리아어이다. 이 명칭은 원래 후추알을 연상시키는 어두운 색의 포유물에서 유래했다.
대표적인 페페리노는 로마 근처의 알바니 구릉과 소리아노넬치미노 지역에서 발견되며, 고대 로마인들은 이를 건축 자재와 분수 대야 등에 사용하면서 '라피스 알바누스(lapis albanus)'라는 이름으로 불렀다.
오베르뉴 지방을 비롯한 다른 지역의 응회암과 역암도 페페리노라고 불리는 경우가 있다. 영어에서는 이 단어가 가끔 "peperine"으로 표기되기도 한다.
라치오 지방의 페페리노는 캄파니아 지역의 피페르노 응회암(piperno tuff)과 사촌 관계에 있다.